# Harpactea logunovi
Harpactea logunovi là một loài nhện trong họ Dysderidae.
Loài này thuộc chi Harpactea. Harpactea logunovi được miêu tả năm 1992 bởi Dunin.